# Barabattoia amicorum
Barabattoia amicorum е вид корал от семейство Faviidae. Възникнал е преди около 15,97 млн. години по времето на периода неоген. Видът не е застрашен от изчезване.

## Разпространение и местообитание
Разпространен е в Австралия, Американска Самоа, Британска индоокеанска територия, Вануату, Виетнам, Гуам, Египет, Еритрея, Йемен, Израел, Индия, Индонезия, Йордания, Камбоджа, Кирибати, Китай, Кокосови острови, Мадагаскар, Малайзия, Малки далечни острови на САЩ, Маршалови острови, Мианмар, Микронезия, Науру, Ниуе, Нова Каледония, Остров Рождество, Острови Кук, Палау, Папуа Нова Гвинея, Провинции в КНР, Самоа, Саудитска Арабия, Северни Мариански острови, Сингапур, Соломонови острови, Судан, Тайван, Тайланд, Токелау, Тонга, Тувалу, Уолис и Футуна, Фиджи, Филипини, Френска Полинезия, Шри Ланка и Япония.
Среща се на дълбочина от 2 до 13 m, при температура на водата от 22,2 до 26,6 °C и соленост 35,1 – 35,5 ‰.

## Описание
Популацията на вида е намаляваща.